# Taman Sari
Le Taman Sari (ꦠꦩꦤ꧀ ꦱꦫꦶ en javanais, c'est-à-dire « jardin des fleurs ») est un site de la ville de Yogyakarta en Indonésie, où se trouvait un jardin créé par le premier sultan. Il est situé à environ 200 mètres à l'ouest du Kraton, le palais royal. Construit au milieu du XVIIIe siècle, le Taman Sari avait plusieurs fonctions : lieu de repos, atelier, lieu de méditation, fort militaire, cachette.
L'ancien Taman Sari comportait quatre zones distinctes : dans sa partie ouest, un grand lac artificiel agrémenté d'îles et de pavillons, au centre, des bains, dans sa partie sud, un ensemble de pavillons et de bassins, et dans sa partie est, un second lac plus petit. Seuls les bains sont bien conservés. Les autres zones sont aujourd'hui bâties et constituent le quartier de Kampung Taman ("le hameau du jardin"). 

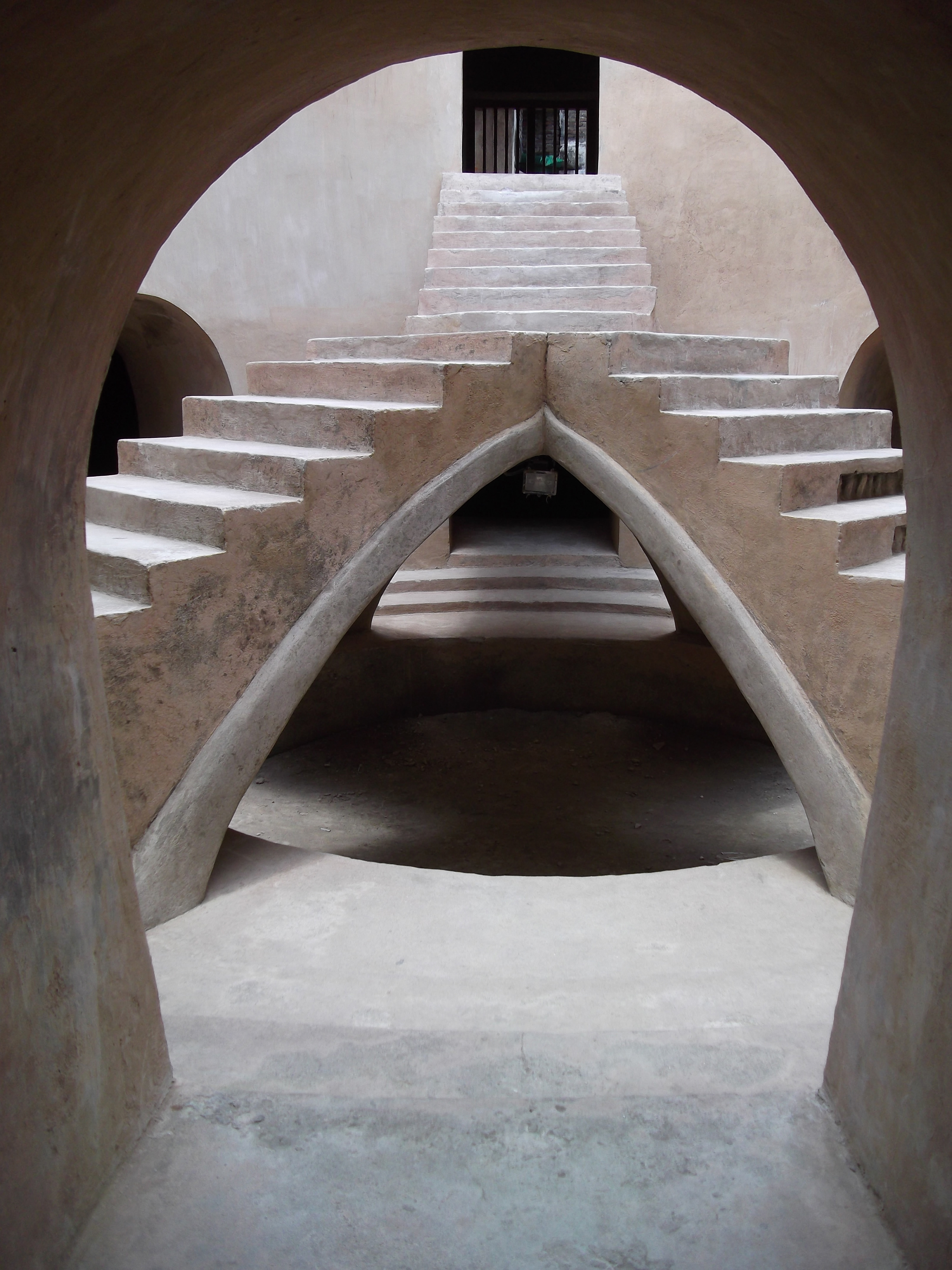
L'escalier de la mosquée souterraine (Masjid Bawahtanah) du Taman Sari

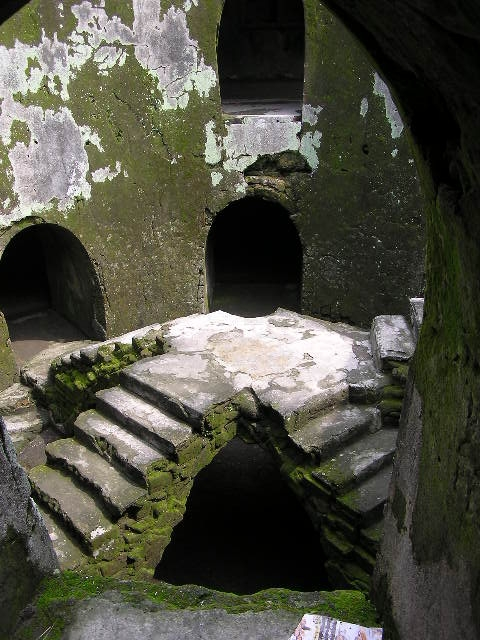
Le même escalier avant sa rénovation

Candidat au patrimoine mondial depuis 1995, l'ensemble du palais de Yogyakarta, y compris le Taman Sari, y figure désormais depuis le 18 septembre 2023. Il est inscrit lors de la 45ème session du Comité du patrimoine mondial qui s'est tenue à Riyad, sous un ensemble plus vaste appelé « L’axe cosmologique de Yogyakarta et ses monuments historiques emblématiques ».

## Étymologie
Le nom Taman Sari vient des mots javanais taman (jardin ou parc) et sari (beau, ou fleur). Taman Sari signifie donc un beau jardin orné de fleurs. Un ancien article le décrivait comme un « château sur l'eau » (néerlandais : waterkasteel), puisqu'en fermant les vannes, le complexe serait complètement immergé, ne laissant plus voir que les hautes structures.

## Histoire

### Demang Tegis
La Serat Rerenggan mentionne l'histoire d'un "Demang Tegis", c'est-à-dire d'un Portugais qui serait l'un des architectes du Taman Sari. D'après ce texte, un homme étrange serait soudainement apparu dans le village de Mancingan près de Parangtritis, sur la côte au sud de Yogyakarta. Avec son nez long, sa peau claire et son parler étranger, les villageois crurent qu'il était un esprit de la forêt. Ils le présentèrent au sultan Hamengkubuwono II. Celui-ci s'intéressa à cet homme étrange et le prit à son service.